# Geografia de Mato Grosso do Sul
O estado de Mato Grosso do Sul está localizado no sul da região Centro-Oeste do Brasil e faz fronteira com a Bolívia e o Paraguai de acordo com o Instituto Brasileiro de Geografia e Estatística. Se situa ao lado do território boliviano e paraguaio, ambos ao qual margeado por fronteira seca.

## Geografia física

### Geologia
O arcabouço geológico do Mato Grosso do Sul é formado por três unidades geotectônicas distintas: a plataforma amazônica, o cinturão metamórfico Paraguai-Araguaia e a bacia sedimentar do Paraná. Sobre essas unidades, visualizam-se dois conjuntos estruturais. O primeiro, mais antigo, com dobras e falhas, está localizado em terrenos pré-cambrianos, e o segundo, em terrenos fanerozoicos, na bacia sedimentar do Paraná.

### Solo
Em Mato Grosso do Sul foram identificadas e caracterizadas vinte e cinco classes de solos, com variações na fertilidade natural, as quais são encontradas sob diferentes condições de relevo, erosão, drenagem, vegetação e uso.
Os solos de maior ocorrência no Estado são os latossolos, apresentando-se normalmente com textura média e com caráter álico, ocupam basicamente a Bacia do Paraná, estando amplamente distribuídas na porção central do Estado, estendendo-se ao Sul e Nordeste, apresentam grande variação entre as diferentes classes, das quais o Latossolo Vermelho Escuro ou Latossolo Roxo (que se concentra na região sul do estado) e finalmente o Latossolo Vermelho-Amarelo.
Na porção Centro-Oeste do Estado, verifica-se a ocorrência disseminada das Areias Quartzosas, que compreendem solos bastante arenosos, bem drenados e com baixa fertilidade natural, encontrados também margeando as Serras de Aquidauana, de Maracaju e do Pantanal, e correspondem à segunda classe de maior expressividade no Estado.
Com relação à Bacia do Paraguai, tem-se a ocorrência de solos hidromórficos diversos, com características distintas e que, no entanto, apresentam em comum, normalmente, baixa fertilidade natural, a textura arenosa e principalmente a intensa influência exercida pela água, quer através do transbordamento de corpos d’água, quer da subida do lençol freático à superfície.
Na área da Depressão do Pantanal, ocorrem amplamente o Podzol Hidromórfico, Planossolo e Glei Pouco Húmico. Na região periférica à Depressão, ocorrem vários tipos de solos, como o Solonetz Solodizado, localizado a Sudoeste do Estado, margeando em ampla faixa o Rio Paraguai, desde Corumbá até Porto Murtinho, o Regossolo e as Rendizinas. Ocorrem ainda, Brunizém Avermelhado junto as Morrarias e os Vertissolos em manchas de dimensão significativa próximo a Corumbá.
Em menor proporção, mas ainda ocorrência significativa, encontram-se na Bacia do Paraná os solos Podzólicos, concentrando-se na região Sul do Estado, e de forma menos expressivas margeando cursos d’água, afluentes do rio Paraná e, ainda na região Nordeste e às margens do rio Paraná, em faixa de largura variável, são encontrados solos aluviais, Gleis Húmicos, Orgânicos, entre outros.

### Relevo
Não ocorrem grandes altitudes nas duas principais formações montanhosas, as serras da Bodoquena e de Maracaju, que formam os divisores de águas das bacias do Paraguai e do Paraná. As altitudes médias do estado ficam entre 200 e 600 metros.
O planalto da bacia do Paraná ocupa toda a porção leste do estado. Constitui uma projeção do planalto Meridional, grande unidade de relevo que domina a região sul do país. Apresenta extensas superfícies planas, com 400  a mil metros de altitude. Já a baixada do rio Paraguai, domina a região oeste, com rupturas de declives ou relevos residuais, representados por escarpas e morrarias. Estendendo-se por uma vasta área de noroeste do estado, a baixada do rio Paraguai é parte da grande depressão que separa, no centro do continente, o planalto Brasileiro, a leste, da Cordilheira dos Andes, a oeste. Sua maior porção é formada por uma planície aluvial sujeita a inundações periódicas, a planície do Pantanal, cujas altitudes oscilam entre 100 e 200m. Em meio à planície do Pantanal ocorrem alguns maciços isolados, como o de Urucum, com 1.160m de altitude, próximo à cidade de Corumbá.

### Clima e pluviosidade

Climas de Mato Grosso do Sul.

Na maior parte do território do estado predomina o clima do tipo tropical ou tropical de altitude, com chuvas de verão e inverno seco, caracterizado por médias termométricas que variam entre 25°C na baixada do Paraguai e 20°C no planalto. No extremo meridional ocorre o clima subtropical, em virtude de uma latitude um pouco mais elevada e do relevo de planalto.
As geadas são comuns no sul do estado registrando em média 3 ocorrências do fenômeno por ano. Observa-se o mesmo regime de chuvas de verão e inverno seco, e a pluviosidade anual é, também, de aproximadamente 1.500mm.

#### Temperaturas
No estado, percebe-se grande variação de temperaturas, sendo registradas pelo menos uma vez ao ano temperaturas máximas próximas de 40°C e mínimas próximas a 0°C. A média térmica é pouco superior a 20°C, com queda de até 0°C nos meses mais frios do ano.
Mínimas
A menor temperatura já registrada no estado ocorreu em Ponta Porã, com -6°C em 1975 e no dia 12 de julho de 2009 foi registrado -1°C na cidade de Rio Brilhante.
| Menores temperaturas registradas em MS | Menores temperaturas registradas em MS | Menores temperaturas registradas em MS | Menores temperaturas registradas em MS |
| Temperatura                            | Data                                   | Cidade                                 | Ocorrência de neve                     |
| -------------------------------------- | -------------------------------------- | -------------------------------------- | -------------------------------------- |
| -6                                     | 1975                                   | Ponta Porã                             | sim                                    |
| -4.5                                   | 1933                                   | Porto Murtinho                         | sim                                    |
| -1.2                                   | 1921                                   | Aquidauana                             | não                                    |
| -1                                     | 12 de julho de 2009                    | Rio Brilhante                          | não                                    |
| -3.8                                   | 1975                                   | Campo Grande                           | não confirmado                         |
| 0.2                                    | 2005                                   | Dourados                               | não                                    |
| 1                                      | 12 de julho de 2009                    | Ponta Porã                             | não                                    |
| 1.4                                    | 1975                                   | Corumbá                                | não                                    |

Máximas
A maior temperatura registrada em território sul-mato-grossense foi 40.8°C em Aquidauana no ano de 1926.
| Maiores temperaturas registradas em MS | Maiores temperaturas registradas em MS | Maiores temperaturas registradas em MS |
| Temperatura                            | Data                                   | Cidade                                 |
| -------------------------------------- | -------------------------------------- | -------------------------------------- |
| 40.8                                   | 1926                                   | Aquidauana                             |
| 40.5                                   | 1987                                   | Corumbá                                |
| 40.1                                   | 1985                                   | Campo Grande                           |

### Hidrografia

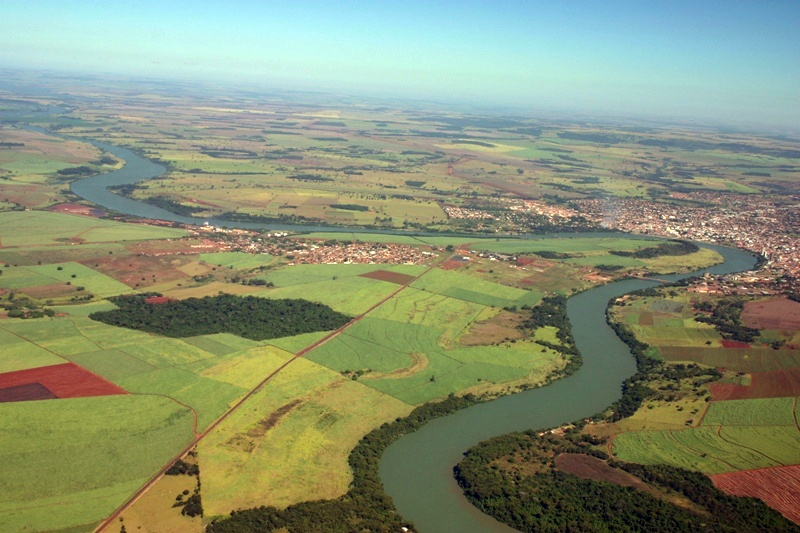
Vista aérea do Rio Paranaíba na divisa de Itumbiara (GO) e Araporã (MG).

O território estadual é drenado a leste pelos sistemas dos rios Paraná, sendo seus principais afluentes os rios Sucuriú, Verde, Pardo e Ivinhema; a oeste é drenado pelo Paraguai, cujos principais afluentes são os rios Taquari, Aquidauana e Miranda. Pelo Rio Paraguai escoam as águas da planície do Pantanal e terrenos periféricos. Na baixada, produzem-se anualmente inundações de longa duração.
De novembro a março, o Pantanal vive o período das cheias, as depressões são inundadas, formando extensos lagos, reconhecidos como Baías. Alguns desses lagos são alcalinos, apresentando diferentes cores e suas águas, de acordo com as algas que ali se desenvolvem e criam matizes de verde, amarelo, azul, vermelho ou preto. Esses lagos também se interligam ou não por pequenos rios perenes ou periódicos. Nas enchentes ocorre uma interligação entre rios, braços, baías na vazante, a terra enriquecida pelo húmus, se transforma na mais rica fonte de alimentos para sua flora e fauna. Na estação da vazante (de abril a outubro), os rios começam a baixar seus leitos, formando "corixos" ou baías que retém grande quantidade de peixes, fenômeno conhecido pelo nome de "lufada". De julho a setembro a terra é mais seca e a temperatura é amena, chegando a esfriar à noite. No início das chuvas, de outubro a dezembro, o calor é intenso, os rios começam a inundar as terras baixas, os mosquitos proliferam e os mamíferos migram para as terras altas.
A linha de divisa com o estado de Mato Grosso segue limites naturais formados por vários rios.

### Vegetação
Os cerrados recobrem a maior parte do estado, mas também destaca-se a Floresta Estacional Semidecidual. Há ainda a presença de pampas e Mata Atlântica.
Na planície do Pantanal, no oeste do estado, durante o período de cheias do Rio Paraguai , a região vira a maior região alagadiça do planeta, lá se combinam vegetações de todo o Brasil (até mesmo da Caatinga e da Floresta Amazônica), e é um dos biomas com maior abundância de biodiversidade do Brasil, embora seja considerada pouco rica em número de espécies.

## Geografia política

### Fuso horário
Está a -1 hora com relação a Brasília e -4 com relação ao Meridiano de Greenwich.

### Área
Ocupa uma superfície de 357.159 km², participando com 22,2% da superfície da região Centro-Oeste e 4,2% da área territorial brasileira (de 8.514.876,6 km²), sendo ligeiramente maior que a Alemanha.

#### Subdivisões
Possui ainda 79 municípios, 165 distritos, quatro mesorregiões geográficas e onze microrregiões geográficas, de acordo com o IBGE.

### Arredores
Tem como limites Goiás ao nordeste, Minas Gerais ao leste, Mato Grosso ao norte, Paraná ao sul, São Paulo ao sudeste, Paraguai ao oeste e sul e a Bolívia ao noroeste.